# Битва при Эспиноса-де-лос-Монтерос
Битва при Эспиноса-де-лос-Монтерос (исп. Batalla de Espinosa de los Monteros) — сражение во время наполеоновских войн на Пиренейском полуострове, произошедшее 10 и 11 ноября 1808 года между французскими и испанскими войсками. Закончилось победой французов генерала Виктора над испанской Галисийской армией генерал-лейтенанта Хоакина Блейка.

## Ход сражения
В первый день битвы Виктор, стремясь к лёгкой победе, чтобы стереть память о своём унижении в Вальмаседе, предпринял серию опрометчивых атак, которые были отбиты дисциплинированными регулярными войсками Северной дивизии генерала Романы с большими потерями у французов. К вечеру Блейк всё ещё сохранял свою позицию. Утром 11 ноября Виктор сплотил войска и начал массированную атаку, которая прорвала левое крыло Блейка и выбила испанцев с поля битвы. Французы захватили в общей сложности 30 орудий и 30 знамён.
Несмотря на то что само по себе это не было разгромным поражением, замешательство и паника измученной и утомлённой испанской армии, у которой не было ни правительства, ни военного командования для координации её действий, означали, что поражение при Эспиносе нанесло смертельный удар по Галисийской армии Блейка. 
К чести Блейка, он смог провести своих оставшихся солдат на запад через горы, спася их, к изумлению Наполеона, от преследования Сульта. Однако когда он 23 ноября прибыл в Леон, под его знамёнами осталось только 10 тыс. человек. Через три дня Блейк передал командование своими войсками маркизу де ла Романе.

## В литературе
- Роман «Пушка» С. С. Форестера (автора серии книг про Горацио Хорнблауэра) начинается с отступления испанцев из Эспиносы.